# Bestand (Menge)
Als Bestand wird auch eine abzählbare Menge oder Anzahl von Gegenständen, Objekten, Sachen, Rechten u. a. (allgemein Entitäten) bezeichnet. Die nähere Bestimmung des Bestandes erfolgt dabei oft durch ein Kompositum mit „Bestand“ als Kopf, z. B. Archivbestand, Forstbestand. In vielen Fällen wird aber der Bestand in der Art gekennzeichnet, dass für ihn ein Bestandsverzeichnis definiert wird, dessen nähere Bestimmung die einzelnen Entitäten bezeichnet, die zu dem Bestand erfasst werden sollen, z. B. „in dem Bestandsverzeichnis werden alle Archivalien der Stadt NN aus der Zeit von NN erfasst“.
Ein Bestand kann einer Bestandsaufnahme unterzogen werden, deren Ergebnis ein Bestandsverzeichnis ist, in dem die Bestandteile aufgeführt sind. Inventar und Bestand werden häufig synonym verwendet. „Inventar“ wird insbesondere in Verbindung von mit Immobilien verbundenen Beständen gebraucht, z. B. Grundstücksinventar, Hausinventar.

## Geschichte
Nach der Oeconomischen Encyclopädie von J. G. Krünitz von 1774/83  wird „Bestand“ auch „auch von der Menge oder Anzahl der Theile gesagt, woraus eine Sache zusammengesetzt ist. Also sagt man bei dem Holzhandel: der Bestand oder die Consistenz eines Waldes von Stammholze oder hoch aufgewachsenen Bäumen, sey von 1000 Aeckern oder Morgen Landes; und der Bestand oder die Consistenz eines Hauwaldes von 500, anstatt daß man sagen sollte, sie enthielten diese Anzahl von Aeckern oder Morgen Landes.“ Hier wird Bestand erstmals als Menge oder Umfang verstanden.
Im Allgemeinen Landrecht für die Preußischen Staaten von 1794 ist im 1. Teil § 53 eine frühe Verwendung des Begriffs in einer Rechtsnorm zu finden: „An jungem Vieh wird so viel zum Zubehör des Guts gerechnet, als zur Unterhaltung des Bestandes erforderlich ist.“ (siehe Bestand (Recht)).
Im Grammatisch-kritischen Wörterbuch der Hochdeutschen Mundart von Adelung (Auflage 1811) wird Bestand u. a. als dasjenige bezeichnet, woraus etwas besteht, z. B. „der Bestand des Waldes ist von tausend Ackern“. Diese Bedeutung sei jedoch nur regional festzustellen.
Georg Cantor hat 1883 eine Menge wie folgt definiert: „Unter einer Mannigfaltigkeit oder Menge verstehe ich ... allgemein jedes Viele, welches sich als Eines denken läßt, d. h. jeden Inbegriff bestimmter Elemente, welcher durch ein Gesetz zu einem Ganzen verbunden werden kann“. Den darin benutzten Begriff „Inbegriff“ verwendet dann das am 1900 in Kraft getretene Bürgerliche Gesetzbuch in § 260, in dem für einen „Inbegriff von Gegenständen“ ein „Verzeichniß des Bestandes“ vorzulegen ist, wenn „über den Bestand eines solchen Inbegriffs Auskunft“ zu erteilen ist.  Das Wort „Inbegriff“ bedeutet nach dem Deutschen Wörterbuch von Grimm „das was innerhalb seiner etwas anderes begriffen, umschlossen hält, summa, complexio, comprehensio“. Bei den hier als entsprechende lateinische Begriffe genannten Worten wird im „Georges“ angegeben: für „summa“ u. a. die Gesamtheit, das Ganze, der Inbegriff; für „complexio“ u. a. Umfassung mehrerer Begriffe, der Inbegriff und für „comprehensio“ „das Zusammenfassen“.
Das Deutsche Wörterbuch kennt darüber hinaus die Bedeutung von „Bestand“ in Wendungen wie „der Häuser Bestand, der häusliche Bestand“ als räumliche Vorstellung und der Begriff meine auch das, woraus ein Grundstück besteht. In diesem Sinne werde er auch auf fahrende Habe und den Vorrat angewendet, z. B. Geldbestand oder Vermögensbestand.

## Arten
Außerhalb des Rechts (siehe Bestand (Recht)) werden u. a. folgende Bestandsarten unterschieden:
- Bestand (Bauwesen)
- Archivbestand, Bestände in Archiven
- Bibliotheksbestand
- Forstbestand, siehe Bestand (Forstwirtschaft)
- Ist-Bestand, siehe Soll-Bestand
- Kassenbestand
- Lagerbestand, siehe Lagerhaltung
- Sammlungsbestand, siehe Museologie
- Soll-Bestand in der Materialwirtschaft
- Tierbestand, siehe Population (Biologie) und Vieh